# Dysdera rudis
Dysdera rudis là một loài nhện trong họ Dysderidae.
Loài này thuộc chi Dysdera. Dysdera rudis được Eugène Simon miêu tả năm 1882.